# Georg Wolf (Volleyballspieler)
Georg Wolf (* 19. Juli 1995 in Bad Soden-Salmünster) ist ein deutscher Volleyball- und Beachvolleyballspieler.

## Karriere

### Hallen-Volleyball
Wolf begann seine Karriere in seiner Heimat beim TV Salmünster. Seit 2012 spielte er beim Volleyball-Internat Frankfurt in der zweiten Bundesliga Nord. Parallel hierzu gewann der Außenangreifer 2014 mit dem TV Bliesen bei der Deutschen U20-Meisterschaft in Saarbrücken die Bronzemedaille. 2015 wurde Wolf vom Bundesliga-Aufsteiger United Volleys Rhein-Main als Libero verpflichtet, kam aber aus Verletzungsgründen nur in der zweiten Mannschaft der TG 1862 Rüsselsheim zum Einsatz, mit der ihm 2016 der Aufstieg in die zweite Bundesliga Süd gelang. 2017 wechselte Wolf zusammen mit seinem Bruder Peter zum Zweitligisten TV/DJK Hammelburg. Am 26. Oktober 2018 gaben die Brüder via WhatsApp die sofortige Trennung von der TV/DJK Hammelburg bekannt. 2018/19 spielte Georg Wolf beim Zweitligisten TuS Kriftel.

### Beachvolleyball
Wolf spielte 2010 seine ersten Beachvolleyball-Turniere mit Christian Schirmer und trat bei diversen Nachwuchswettbewerben an. Mit Clemens Wickler wurde er 2012 deutscher Vizemeister U18, mit Lukas Hebling 2013 deutscher Vizemeister U19 und mit Moritz Reichert 2014 deutscher Vizemeister U20. Seit 2013 spielt Georg Wolf in einem Duo mit seinem Bruder Peter Wolf und ist regelmäßig auf der nationalen Turnierserie präsent. 2015 und 2016 gewannen die Brüder mehrere Turniere der Kategorie 1. Außerdem siegten sie bei der deutschen Hochschulmeisterschaft 2016 in Bayreuth. Beim Beach Cup in Dresden belegten sie den dritten Platz und besiegten dabei die favorisierten Holler/Poniewaz. Sie qualifizierten sich für die deutsche Meisterschaft in Timmendorfer Strand, mussten sich dort jedoch in der ersten Hauptrunde den Olympiateilnehmern Böckermann/Flüggen geschlagen geben. 2017 und 2018 wurden die Brüder in München bzw. Bayreuth erneut deutsche Hochschulmeister. 2018 spielten sie außerdem auf der nationalen Techniker Beach Tour und bei der deutschen Meisterschaft. 2019 wurden die Wolf-Brüder zusammen mit Paul Becker und Jonas Schröder Deutsche Meister im Snowvolleyball. Sie wurden zum vierten Mal deutsche Hochschulmeister und nahmen an der Techniker Beach Tour sowie an der deutschen Meisterschaft teil. Im Jahr 2021 nahmen die Wolf-Brüder an der German Beach Trophy teil.